# Professor Layton and the Last Specter
Professor Layton and the Last Specter,(conhecido no Japão como Reiton-kyōju to Majin no Fue "レイトン教授と魔神の笛" - Professor Layton and the Specter's Flute) conhecido na Europa como Professor Layton and the Spectre's Call, é um  videojogo de aventura e puzzle produzido pela Level-5 para o Nintendo DS. O "Last Specter" é o quarto jogo da série "Professor Layton", e é uma prequela que ocorre três anos antes da primeira trilogia, detalhando como o Professor Layton conheceu seu aprendiz, Luke Triton e apresentando a assistente de Layton Emmy Altava.
"Professor Layton and the Last Specter" também inclui um jogo adicional de role-playing game intitulado "Professor Layton's London Life", disponível desde o início do jogo. O "London Life", no qual os jogadores interagem com vários personagens da série em uma cidade chamada "Little London", foi anunciado como tendo mais de 100 horas de conteúdo. A "London Life" foi retirada das versões europeias do jogo porque a tradução dos textos teria atrasado significativamente o lançamento do jogo.
O jogo foi lançado durante 2009 no Japão, e foi o jogo mais vendido lá durante a semana de seu lançamento. Ele foi lançado em América do Norte e região PAL durante 2011.